# Roberto Brunamonti
Roberto Brunamonti (Spoleto, Italia, 14 de abril de 1959) es un jugador de baloncesto ya retirado que durante su etapa como deportista consiguió hacerse con cuatro medallas en grandes eventeos internacionales jugando con la selección italiana: la plata en los Juegos Olímpicos de Moscú 1980 y oro, bronce y plata respectivamente en los Eurobasket de Francia 1983, Alemania 1985 e Italia 1991.
Su carrera se inició en el Sebastiani Rieti en 1975 para después de 7 años fichar por el Virtus Bolonia en 1982 donde jugó el resto de su carrera hasta que se retiró después de 21 años como baloncestista de élite en 1996.
Una vez abandonada la práctica activa del baloncesto, en 1997 dirigió por una temporada al Kinder Bolonia

## Palmarés

### Jugador
- LEGA: 4

Virtus Bologna: 1984, 1993, 1994, 1995
- Copa: 3

Virtus Bologna: 1984, 1989, 1990.
- Copa Korac: 1

Rieti: 1980
- Recopa: 1

Virtus Bologna: 1990

### Entrenador
- Copa: 1

Virtus Bologna: 1997